# 凯·冯·瓦尔堡
凯·冯·瓦尔堡（德語：Kai von Warburg，1968年3月10日—），德国前男子赛艇运动员。他曾代表德国参加世界赛艇锦标赛，获得一枚金牌和一枚铜牌，均来自轻量级项目。